# Fuerza Aérea Afgana
La Fuerza Aérea Afgana (FAA) es el componente aéreo de las Fuerzas Armadas del Emirato Islámico de Afganistán. La Fuerza Aérea Afgana, fue fundada como la Fuerza Aérea del Ejército Nacional Afgano.

## Introducción
Desde 2002 hasta 2010, la FAA se llamaba: Cuerpo Aéreo del Ejército Nacional Afgano. La FAA, fue una de las ramas militares que componían las Fuerzas Armadas Afganas, y era la responsable de la defensa aérea. La Fuerza Aérea Afgana, originalmente fue establecida en 1924, pero en la década de 1990, su fuerza se vio gravemente reducida, mientras el país sufrió una brutal guerra civil.

## Aeronaves y equipamiento
El siguiente es un inventario realizado tras la ofensiva talibán de 2021. Esta lista tiene como objetivo catalogar exhaustivamente el inventario operativo de la Fuerza Aérea del Emirato Islámico de Afganistán. Esta lista solo incluye aeronaves y helicópteros que se confirma visualmente que están en servicio operativo. La Fuerza Aérea Afgana cuenta con las siguientes unidades:
| Aeronave                     | Fotografía | Origen          | Tipo                                       | Unidades | Fabricante                    |
| Aviones                      | Aviones    | Aviones         | Aviones                                    | Aviones  | Aviones                       |
| ---------------------------- | ---------- | --------------- | ------------------------------------------ | -------- | ----------------------------- |
| Cessna 208 Caravan           |            | Estados Unidos  | Avión de entrenamiento y transporte ligero | 5        | Cessna                        |
| Antonov An-26                |            | Ucrania         | Avión de transporte táctico                | 1        | Antónov                       |
| Antonov An-32                |            | Ucrania         | Avión de transporte táctico                | 3        | Antónov                       |
| Aero L-39 Albatros           |            | República Checa | Avión de entrenamiento a reacción          | 1        | Aero Vodochody                |
| Embraer EMB 314 Super Tucano |            | Brasil          | Avión de entrenamiento                     | 1        | Embraer                       |
| Helicópteros                 |            |                 |                                            |          |                               |
| Mil Mi-8                     |            | Rusia           | Helicóptero de transporte y ataque ligero  | 5        | Mil                           |
| Mil Mi-17                    |            | Rusia           | Helicóptero de transporte y ataque ligero  | 39       | Mil                           |
| Mil Mi-24                    |            | Rusia           | Helicóptero de ataque                      | 8        | Mil                           |
| MD Helicopters MD 500        |            | Estados Unidos  | Helicóptero utilitario                     | 68       | MD Helicopters                |
| UH-60 Black Hawk             |            | Estados Unidos  | Helicóptero utilitario                     | 16       | Sikorsky Aircraft Corporation |

## Galería de imágenes

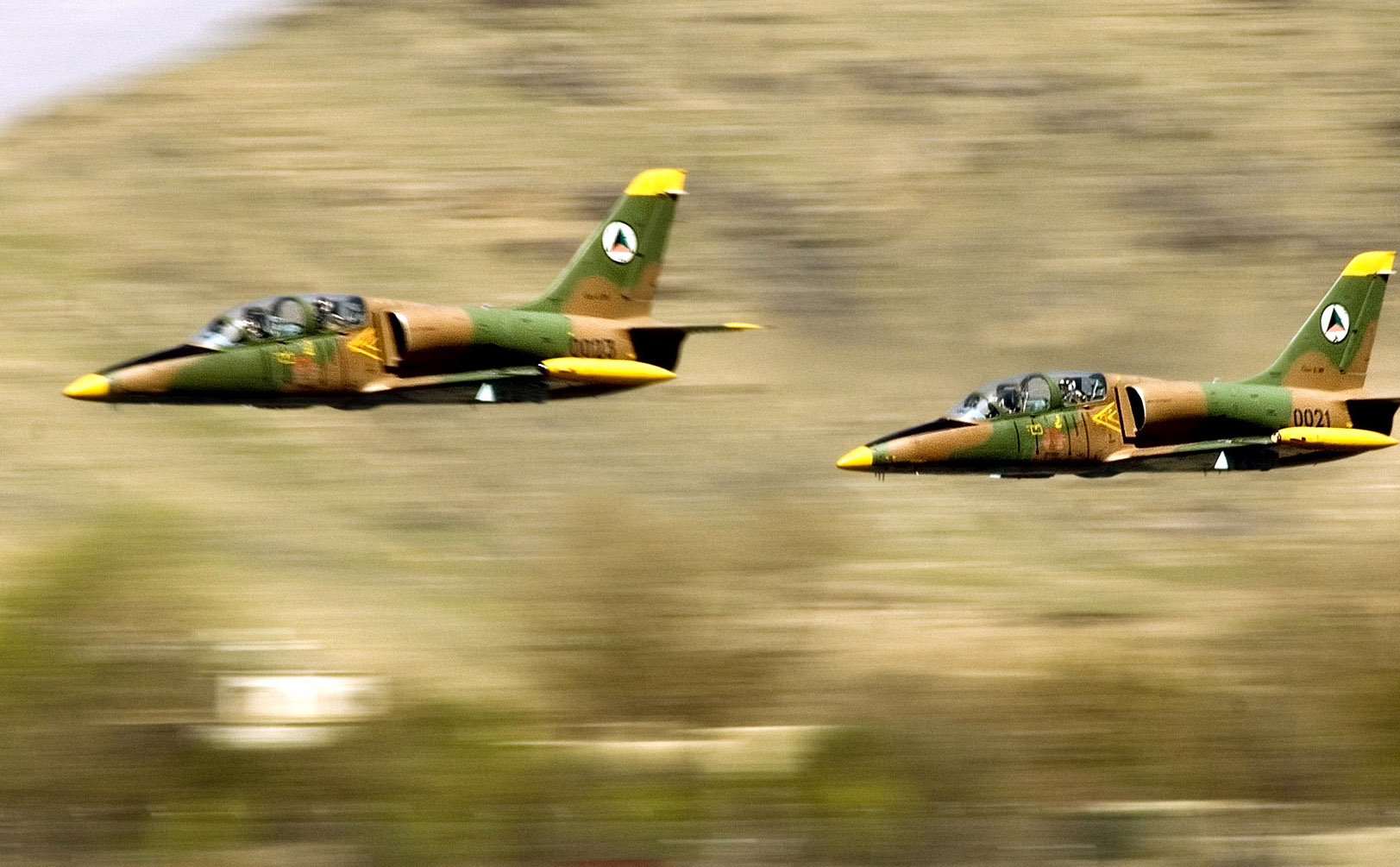
Aero L-39 Albatros.
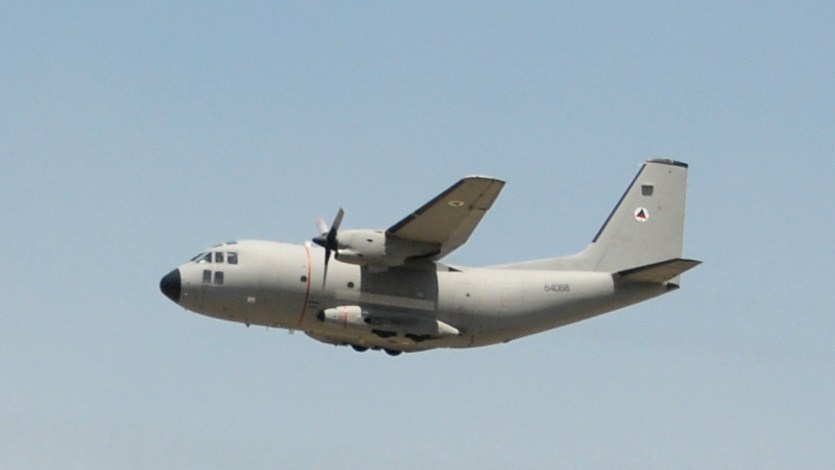
Aeritalia G.222.
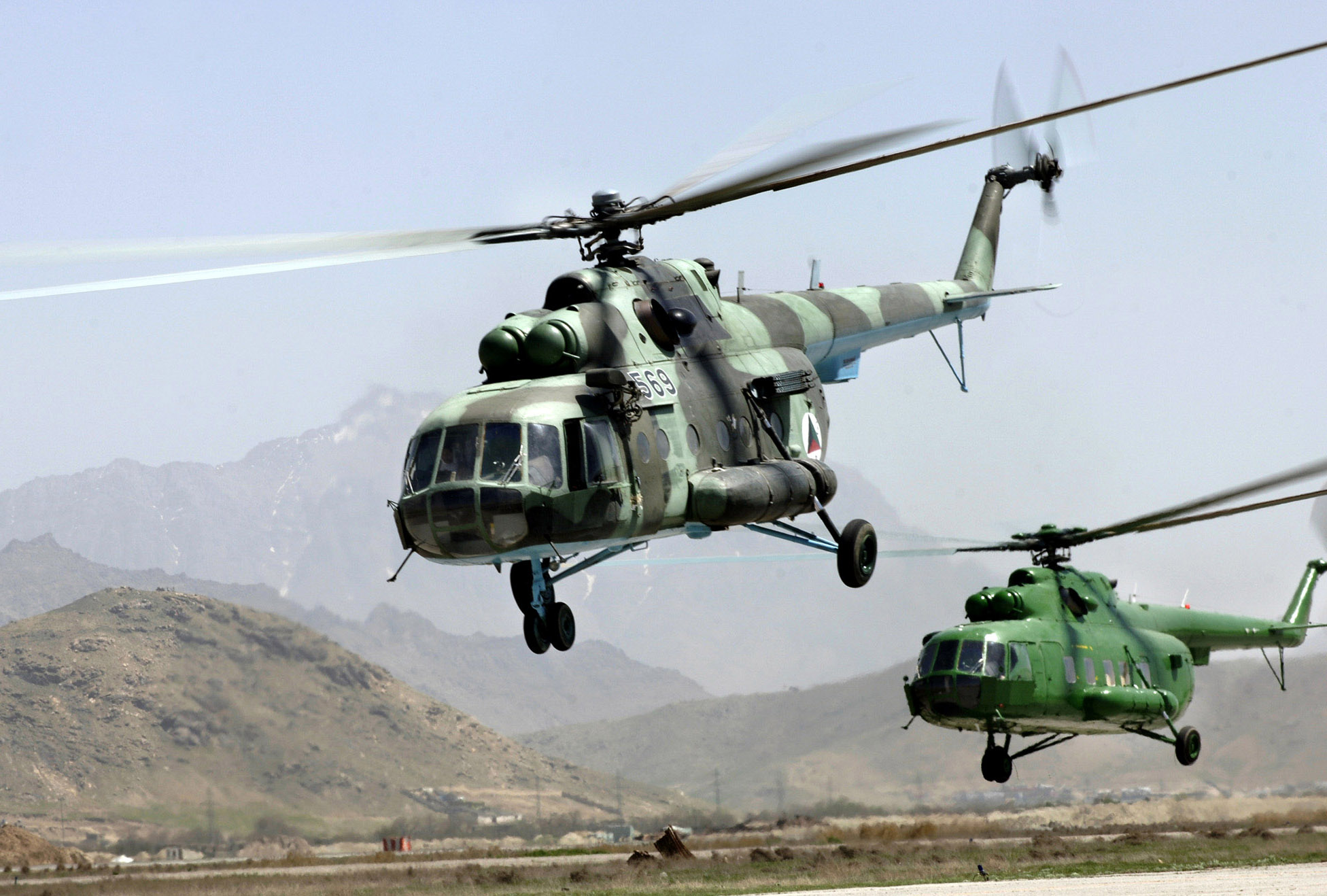
Mil Mi-17 afganos.
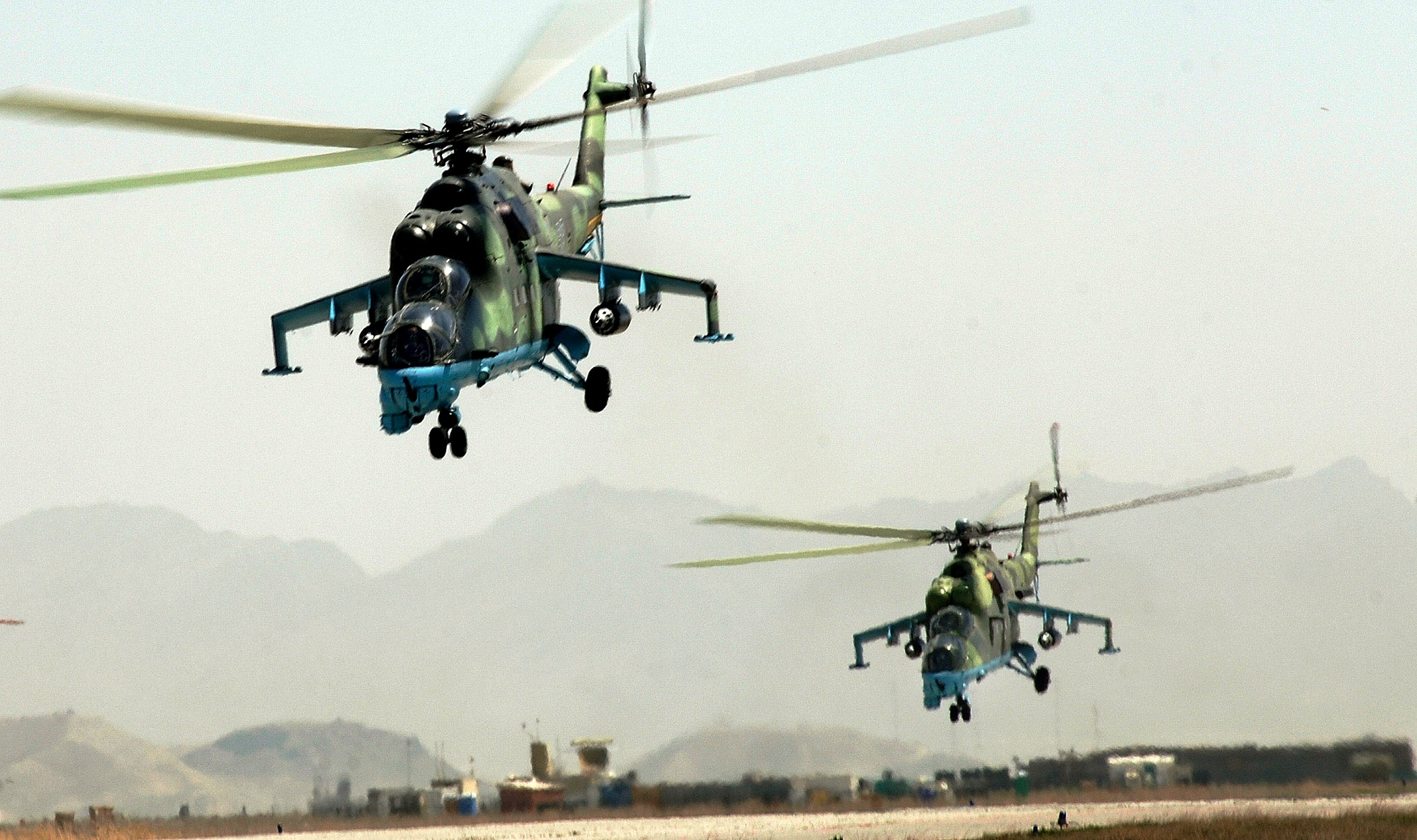
Helicópteros Mil Mi-24 afganos.